# Iratzeder

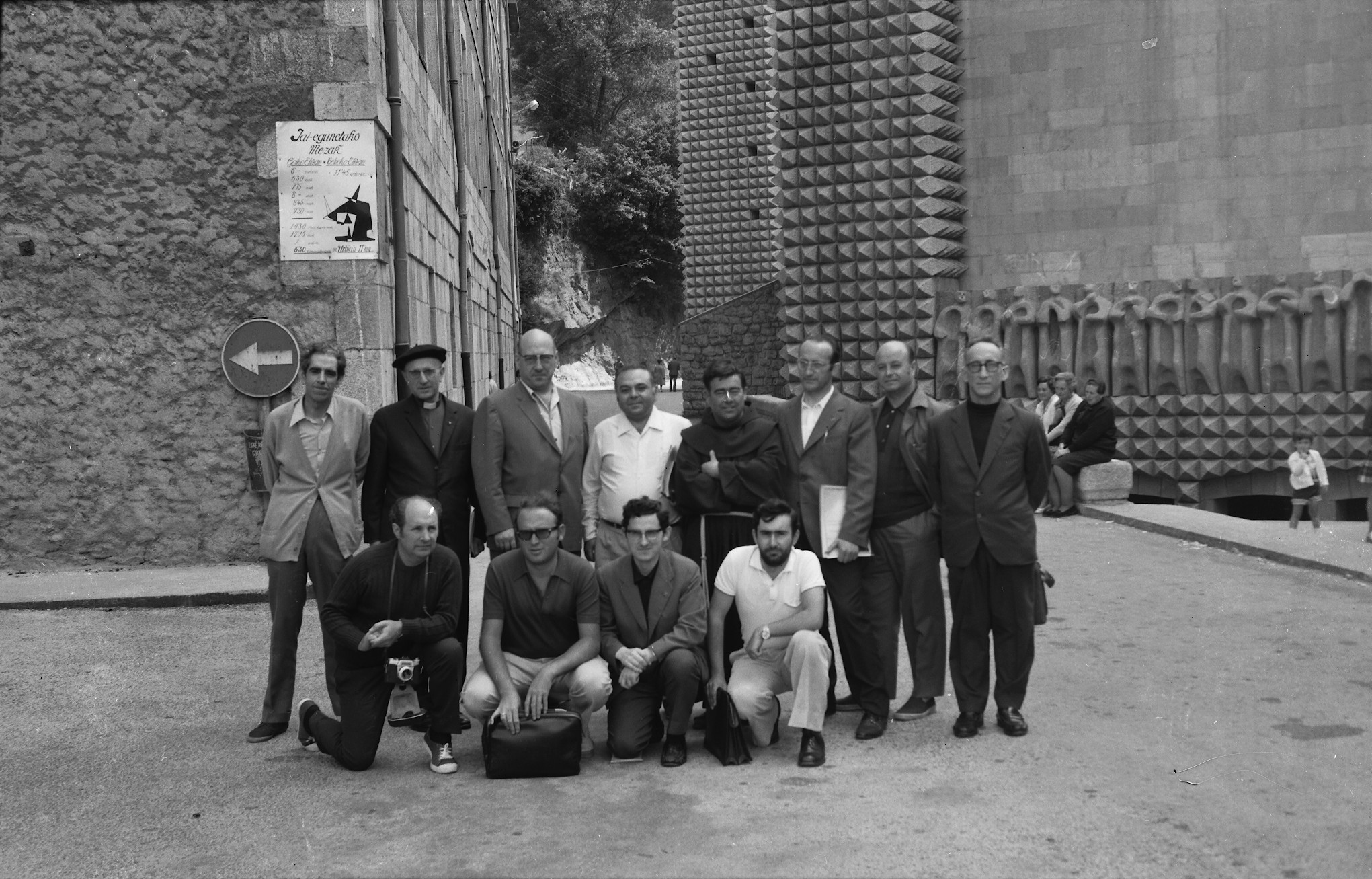
Euskaltzainak réunis au sanctuaire d'Arantzazu en 1972.
Haut de gauche à droite : Koldo Mitxelena, Iratzeder, Jean Haritschelhar, Alfontso Irigoien, Luis Villasante, Jose Mari Satrustegi, Patxi Altuna et Imanol Berriatua. Bas : Juan San Martin, Jose Luis Lizundia, Joseba Intxausti et Xabier Kintana.

Iratzeder, également connu sous les noms de Xavier Diharce et Jean-Marie Diharce Lassegue, né le 4 janvier 1920 à Saint-Jean-de-Luz et mort le 12 octobre 2008 à Cambo-les-Bains, est un poète, un prolifique bertsolari et académicien basque français de langue basque et française. Son travail dans le domaine de la traduction des psaumes en basque, ainsi que dans la composition de nouveaux cantiques, est énorme. Iratzeder écrivit également un grand nombre de textes dont certains furent mis en musique par Urteaga, Garbizu, Olaizola, Bengoa mais aussi Aita Donostia. Dans sa poésie apparaissent deux constantes, le Pays basque et Dieu.

## Biographie
Iratzeder fait ses études au séminaire d'Ustaritz puis au séminaire de Bayonne. Il entre en 1941 au monastère bénédictin Notre-Dame de Belloc à Urt. Il y est élu sixième Père abbé du monastère en 1972. En 1987, il part à Zangnanado au Bénin pendant 18 mois au monastère Saint-Benoit-des-Sources.
Membre de l'Académie de la langue basque en 1962, il publie plusieurs articles dans des revues d'expression basque telles que Aintzina où il écrit un ensemble de poèmes, Gure Herria et Otoizlari. Il intervient également dans Le Courrier de Bayonne et El Dia.
Outre son œuvre liturgique en langue basque, Salmoak (psaumes), avec Gabriel Lertxundi, compositeur et moine de Belloc, il fonde en 1950 les éditions Ezkila.
Iratzeder meurt des suites d'une longue maladie, le 12 octobre 2008 à Cambo-les-Bains.